# Gertrude Sayre
Gertrude M. Sayre (* 11. Oktober 1900 in Corning, New York als Gertrude M. Lynahan; † 2. August 1960 in New York City) war eine US-amerikanische Journalistin.

## Leben
Sayre wurde als eines von neun Kindern von John Lynahan (1855–1934) und Margaret Mullany geboren. Sie begann ein Wirtschaftsstudium an der Cornell University, welches sie 1923 mit einem Abschluss in Journalistik abschloss. Ab 1925 arbeitete sie als Journalistin bei New York World. Sie begann als Stadtreporterin und wurde die erste weibliche Sportreporterin der Zeitung. Sie berichtete über gesellschaftliche Ereignisse und schrieb vereinzelt auch Artikel für die Titelseite.
Während des Zweiten Weltkrieges war sie die Assistentin von Nelson A. Rockefeller, als dieser für das Office of the Coordinator of Inter-American Affairs tätig war.
Am 2. August 1960 starb Sayre im Alter von 59 Jahren durch Suizid. Sie litt seit Jahren an psychischen Problemen. Seit 1930 war sie mit dem Journalisten und Schriftsteller Joel Sayre verheiratet. Die gemeinsame Tochter war die Journalistin Nora Sayre.